# 스리위자야
스리위자야(자와어: ꦯꦿꦶꦮꦶꦗꦪ, 산스크리트어: श्रीविजय 스리비자야, 말레이어: Sriwijaya)는 말레이 지역에서 강력한 제해권을 가졌던 국가이다. 이곳에서 출토되는 비문이나 당나라 의정(義淨)의 여행기 『남해기귀내법전(南海寄歸內法典)』으로도 스리위자야가 중국이나 동남아시아 여러 나라, 신라, 탐라 그리고 인도와 활발한 교역활동을 통해 경제적으로 번영했음을 알 수 있다.
인도와 중국을 잇는 항로의 가운데 위치하고, 믈라카 해협과 순다 해협의 중앙이라는 유리한 지리적 조건이었기 때문에 8세기에 접어들어 해상무역국가로 빠르게 발전했다. 때마침 서방의 이슬람 제국에서 상선이 자주 동쪽으로 나온 시기이고, 당나라의 중국도 이곳의 풍부한 시장성을 노려 중국인도 나라밖으로 진출하기 시작하였기 때문에 스리위자야는 중계무역지 구실을 하였다.
7세기 후반 인도에 유학했던 당나라 승려 의정이 도중에 스리위자야에 들러 산스크리트어 연구와 불경번역 등에 힘썼던 것으로 보아 당시 이 나라 불교의 융성함을 알 수 있다. 8세기 중엽에는 말레이 반도의 일부도 지배했던 것으로 보이며 영토도 넓어져 동남아시아에서 거의 유일한 대국이 되었다. 10세기를 최전성기로 하여 그 뒤 쇠퇴해 14세기에 몰락했다.

## 같이 보기
- 5세기의 정치적 국가 목록
- 샤일렌드라 왕조

## 참고 자료
- 이 문서에는 다음커뮤니케이션(현 카카오)에서 GFDL 또는 CC-SA 라이선스로 배포한 글로벌 세계대백과사전의 내용을 기초로 작성된 글이 포함되어 있습니다.